# Теория колец
Теория колец — раздел общей алгебры, изучающий свойства колец — алгебраических структур со сложением и умножением, схожими по поведению со сложением и умножением чисел. Выделяются два раздела теории колец: изучение коммутативных и некоммутативных колец.
Коммутативные кольца в целом лучше исследованы, они являются основным предметом изучения коммутативной алгебры, которая является важной частью современной математики, обеспечивающей инструментальные средства для развития алгебраической геометрии и алгебраической теории чисел. Эти три теории настолько тесно связаны, что не всегда возможно указание, к какой области относится тот или иной результат, например, теорема Гильберта о нулях играет фундаментальную роль в алгебраической геометрии, но формулируется и доказывается в терминах коммутативной алгебры. Другой пример — великая теорема Ферма, которая формулируется в терминах элементарной арифметики (являющейся частью коммутативной алгебры), но её доказательство использует глубокие результаты как алгебраической геометрии, так и алгебраической теории чисел.
Поведение некоммутативных колец более сложно, довольно долгое время их теория развивалась независимо от коммутативной алгебры, однако в конце XX века появилась тенденция выстраивать эту теорию более геометричным образом, рассматривая такие кольца как кольца функций на (несуществующих) «некоммутативных пространствах». Этот тренд зародился в 1980-х годах с появлением некоммутативной геометрии и открытием квантовых групп, благодаря применению методов этих теорий достигнуто лучшее понимание некоммутативных колец, особенно некоммутативных нётеровых колец.

## Некоторые ключевые результаты
Общие для всех колец:
- Теоремы об изоморфизме для колец
- Лемма Накаямы

Структурные теоремы для некоторых классов колец:
- Теорема Веддербёрна — Артина о структуре полупростых колец.
- Теорема Зарисского — Самюэля[англ.] о структуре нецелостных колец главных идеалов.
- Теория Мориты описывает ситуации, когда два кольца имеют эквивалентные категории модулей над ними.
- Малая теорема Веддербёрна утверждает, что конечное кольцо без делителей нуля является полем.